# 大致命者
大致命者（だいちめいしゃ）とは、致命者のうち、大きく長い苦しみを受けた者に付される、正教会の聖人の称号の一つであり、日本正教会で用いられる訳語。女性の大致命者は大致命女（だいちめいじょ）と呼ばれる。
- ギリシア語: μεγαλόμαρτυρ
- ロシア語: великомученик
- ラテン語: magnus martyr

## 著名な大致命者
片仮名による転写は日本正教会での表記に則った。

### 1世紀
- 聖大致命女イリナ - 2世紀頃に永眠。記憶日：5月5日（ユリウス暦を使用する正教会では5月18日に相当）

### 2世紀
- ロマの聖大致命者エウスタフィ - 118年に致命。記憶日：9月20日（ユリウス暦を使用する正教会では10月3日に相当）
- ヴィクトル

### 3世紀
- メルクリイ - 252年に致命
- エギペトの聖致命者ミナ - 288年に致命。記憶日：11月11日（ユリウス暦を使用する正教会では11月24日に相当）
- カッパドキヤのケサリヤの聖大致命者プロコピイ - 290年に致命。記憶日：7月8日（ユリウス暦を使用する正教会では7月21日に相当）
- ヴィケンティイ - 296年に致命

### 4世紀
- 光栄なる聖大致命者凱旋者ゲオルギイ - 303年に致命。記憶日：4月23日（ユリウス暦を使用する正教会では5月6日に相当）
- 聖大致命女マリナ - 304年に致命。記憶日：7月17日（ユリウス暦を使用する正教会では7月30日に相当）
- 聖大致命女エウフィミヤ - 304年に致命。記憶日：9月16日（ユリウス暦を使用する正教会では9月29日に相当）
- 聖大致命女解繋者アナスタシア - 304年に致命。記憶日：12月22日（ユリウス暦を使用する正教会では1月4日に相当）
- 聖大致命者パンテレイモン - 305年に致命。記憶日：7月27日（ユリウス暦を使用する正教会では8月9日に相当）
- アレクサンドリヤの聖大致命女エカテリナ - 305年に致命。記憶日：9月16日（ユリウス暦を使用する正教会では9月29日に相当）
- 聖大致命者フェオドル・ティロン（英語版） - 306年に致命。記憶日：2月17日（ユリウス暦を使用する正教会では3月2日に相当）
- 光栄なる聖大致命者潤膏者ディミトリイ - 306年に致命。記憶日：10月26日（ユリウス暦を使用する正教会では11月8日に相当）
- イリオポリの聖大致命女ワルワラ - 306年に致命。記憶日：12月4日（ユリウス暦を使用する正教会では12月17日に相当）
- イラクリヤの聖大致命者フェオドル - 319年に致命。記憶日：2月8日（ユリウス暦を使用する正教会では2月21日に相当）
- アンティオキアの聖大致命者アルテミイ - 363年に致命。記憶日：10月20日（ユリウス暦を使用する正教会では11月2日に相当）
- 聖大致命女エウフィミヤ - 304年に致命。記憶日：9月16日（ユリウス暦を使用する正教会では9月29日に相当）
- ゴットの聖大致命者ニキタ - 372年に致命。記憶日：9月15日（ユリウス暦を使用する正教会では9月28日に相当）
- イコニヤの聖大致命女パラスケワ - 記憶日：10月28日（ユリウス暦を使用する正教会では11月10日に相当）

### 5世紀
- ペルシャの聖大致命者イアコフ - 421年に致命。記憶日：11月27日（ユリウス暦を使用する正教会では12月10日に相当）